# Кубок Швеції з футболу 2004
Кубок Швеції з футболу 2004 — 49-й розіграш кубкового футбольного турніру у Швеції. Титул втретє здобув Юргорден.

## Календар
| Раунд        | Дата                        | Матчі | Клуби   |
| ------------ | --------------------------- | ----- | ------- |
| Перший раунд | 28 березня - 12 квітня 2004 | 34    | 98 → 64 |
| 1/32 фіналу  | 27 квітня - 6 травня 2004   | 32    | 64 → 32 |
| 1/16 фіналу  | 19 травня - 23 червня 2004  | 16    | 32 → 16 |
| 1/8 фіналу   | 17 червня - 6 липня 2004    | 8     | 16 → 8  |
| 1/4 фіналу   | 29 липня - 14 жовтня 2004   | 4     | 8 → 4   |
| 1/2 фіналу   | 20-21 жовтня 2004           | 2     | 4 → 2   |
| Фінал        | 6 листопада 2004            | 1     | 2 → 1   |

## 1/16 фіналу
| Команда 1                | Рахунок | Команда 2          |
| ------------------------ | ------- | ------------------ |
| 19 травня 2004           |         |                    |
| Фріска Вільйор (2)       | 4:3     | «Ельфсборг»        |
| Вісбю ІФ Гуте (3)        | 0:1     | ІФК Вернаму (3)    |
| ІФ Сильвія (3)           | 3:5 дч  | Гальмстад БК       |
| ІФК Гесслегольм (3)      | 2:4     | Ассиріска ФФ (2)   |
| «Кафе Опера Юнайтед» (2) | 4:1     | «Єфле» (2)         |
| «Естерс» (2)             | 2:1     | БК Форвард (3)     |
| 20 травня 2004           |         |                    |
| Броммапойкарна (2)       | 1:0     | ІФК Мальме (3)     |
| ІФК Норрчепінг (2)       | 3:1     | Кальмар ФФ         |
| Лер'є-Ангеред ІФ (4)     | 3:1 дч  | ІК Браге (2)       |
| Еребру СК                | 2:1     | Мальме ФФ          |
| 21 травня 2004           |         |                    |
| «Юргорден»               | 3:1     | Гельсінгборгс ІФ   |
| 25 травня 2004           |         |                    |
| Топкапі ІК (3)           | 0:2     | ГАІС (2)           |
| 27 травня 2004           |         |                    |
| ГІФ Сундсвалль           | 1:0     | Енчепінг СК (2)    |
| «Ергрюте»                | 5:0     | Отвідабергс ФФ (2) |
| 15 червня 2004           |         |                    |
| ІФК Гетеборг             | 4:1     | Треллеборгс ФФ     |
| 23 червня 2004           |         |                    |
| «Гаммарбю»               | 1:0     | Ландскруна БоІС    |

## 1/8 фіналу
| Команда 1            | Рахунок      | Команда 2                |
| -------------------- | ------------ | ------------------------ |
| 17 червня 2004       |              |                          |
| Лер'є-Ангеред ІФ (4) | 0:4          | ГАІС (2)                 |
| 23 червня 2004       |              |                          |
| «Естерс» (2)         | 3:2          | «Ергрюте»                |
| 29 червня 2004       |              |                          |
| ІФК Вернаму (3)      | 2:2 пен. 2:4 | «Гаммарбю»               |
| 2 липня 2004         |              |                          |
| Ассиріска ФФ (2)     | 2:2 пен. 4:3 | Броммапойкарна (2)       |
| Фріска Вільйор (2)   | 0:4          | ІФК Гетеборг             |
| «Юргорден»           | 3:2          | ГІФ Сундсвалль           |
| Гальмстад БК         | 2:4 дч       | Еребру СК                |
| 21 липня 2004        |              |                          |
| ІФК Норрчепінг (2)   | 3:1 дч       | «Кафе Опера Юнайтед» (2) |

## 1/4 фіналу
| Команда 1          | Рахунок | Команда 2        |
| ------------------ | ------- | ---------------- |
| 29 липня 2004      |         |                  |
| ІФК Гетеборг       | 3:2     | Еребру СК        |
| 5 серпня 2004      |         |                  |
| ГАІС (2)           | 0:1     | «Гаммарбю»       |
| «Естерс» (2)       | 2:0     | Ассиріска ФФ (2) |
| 14 жовтня 2004     |         |                  |
| ІФК Норрчепінг (2) | 0:1     | «Юргорден»       |

## 1/2 фіналу
| Команда 1      | Рахунок | Команда 2    |
| -------------- | ------- | ------------ |
| 20 жовтня 2004 |         |              |
| «Естерс» (2)   | 0:2     | «Юргорден»   |
| 21 жовтня 2004 |         |              |
| «Гаммарбю»     | 0:2     | ІФК Гетеборг |

## Фінал
| 6 листопада 2004 |

| «Юргорден» (Стокгольм)        | 3:1      | ІФК Гетеборг       |
| ----------------------------- | -------- | ------------------ |
| Сйолунд 11', 66' Юганссон 56' | Протокол | Александерссон 52' |

| «Росунда», Сульна Глядачів: 9 417 Арбітр: Лейф Сунделл |